# Georges Vendryes
Georges Vendryes (* 1920; † 16. September 2014) war ein französischer Physiker, der eine bedeutende Rolle in der französischen Atomindustrie spielte und als „Vater“ der dort entwickelten Brutreaktoren gilt.
Vendryes studierte an der École polytechnique und der École des Ponts et Chaussées und promovierte an der Sorbonne in Kernphysik. Er war ab 1948 bei der französischen Kernforschungsbehörde CEA, wo er noch unter Frédéric Joliot-Curie erste Experimente anstellte. Unter anderem unternahm er Neutronentransport-Experimente und entwickelte verschiedene Kernreaktoren, speziell Brutreaktoren (zum Beispiel den Rapsodie in Cadarache, Phénix in Marcoule und er beriet auch für die Kernauslegung des Superphénix), arbeitete aber auch in der Kernfusionsforschung. 1971 wurde er Direktor der Abteilung Kernreaktoren des CEA. 1983 bis 1988 war er Berater des Generaldirektors der CEA.
1984  erhielt er den Enrico-Fermi-Preis und er erhielt 1988 den Japan-Preis. Er war Offizier der Ehrenlegion und Großoffizier des Ordre national du mérite und erhielt das Große Bundesverdienstkreuz (er unterstützte eine enge Zusammenarbeit mit Deutschland bei Brutreaktoren, insbesondere mit dem Kernforschungszentrum Karlsruhe für den Bau des Kernkraftwerk Kalkar). Er ist Mitglied der National Academy of Engineering und Ehren-Vizepräsident des CEA. 2007 erhielt er den ersten Eminent Scientist Award der Indian Nuclear Society.